# Matfej (Andrejev)
Matfej (světským jménem: Gennadij Lvovič Andrejev; * 18. května 1971 Tambov) je ruský duchovní Ruské pravoslavné církve a biskup surožský.

## Život
Narodil se 18. května 1971 v Tambově.
Roku 1988 dokončil střední školu č. 8 v jeho rodném městě.
Roku 1991 dokončil Tambovské duchovní učiliště.
Roku 1993 absolvoval na fakultě cizích jazyků na Tambovského státního pedagogického institutu. Specializoval se na studium anglického a francouzského jazyka.
Roku 1991 absolvoval stáž na Northumbrijské univerzitě.
V letech 1993–2009 učil angličtinu a francouzštinu na střední škole vesnice Bokino.
Roku 1997 absolvoval distanční studium na Manchesterské univerzitě
Během studií byl oltářníkem a hypodiákonem v chrámu Pokrova přesvaté Bohorodice v Tambově.
Dne 1. března 1998 byl arcibiskupem tambovským a mičurinským Jevgenijem (Ždanem) rukopoložen na diákona a 4. října na jereje.
Byl představeným chrámu svatého Mikuláše vesnice Bokino, duchovní monastýru Kazaňské ikony Matky Boží či ključarem (pomocník představeného) chrámu Pokrova přesvaté Bohorodice.
V letech 1998–2009 byl vedoucím oddělení náboženského vzdělávání, katecheze a misií tambovské eparchie.
V letech 2000–2005 studoval dálkově na Moskevském duchovním semináři.
Působil jako asistent prorektora a později jako prorektor Tambovského duchovního semináře.
Dne 18. května 2008 byl povýšen na protojereje.
Roku 2008 započal studium na Moskevské duchovní akademii.
Dne 27. července 2009 byl poslán sloužit do surožské eparchie.
Od roku 2009 působil jako představený chrámu svatého Kentigerna v Glasgow a blagočinný chrámů Skotska a Severní Anglie. O rok později byl ustanoven ključarem farnosti Pokrova přesvaté Bohorodice v Manchesteru a blagočinným Severní Anglie a Walesu. Byl také vedoucím misií eparchie.
Roku 2011 nastoupil na Celocírkevní postgraduální a doktorské studium svatých Cyrila a Metoděje.
Dne 22. října 2015 jej Svatý synod zvolil biskupem skopinským a šackým.
Dne 24. října 2015 byl v Donském monastýru představeným monastýru igumenem Paramonem (Holubkou) postřižen na monacha a přijal mnišské jméno Matfej na počest svatého apoštola Matouše.
Dne 27. října 2015 byl povýšen na archimandritu.
Dne 5. listopadu 2015 byl oficiálně jmenován biskupem a 15. listopadu proběhla v chrámu Krista Spasitele v Kaliningradu jeho biskupská chirotonie. Světiteli byli patriarcha moskevský Kirill, metropolita petrohradský a ladožský Varsonofij (Sudakov), metropolita rjazaňský a michajlovský Mark (Golovkov), biskup baltijský Serafim (Melkoňan), biskup vyborgský a priozerský Ignatij (Punin), biskup solněčnogorský Sergij (Čašin) a biskup kasimovský a sasovský Dionisij (Porubaj).
Dne 29. července 2017 byl jmenován správcem Patriarchálních farností v Itálii, biskupem bogorodským a  představeným chrámu svaté velikomučednice Kateřiny v Římě.
Dne 28. prosince 2017 byl ustanoven biskupem surožským.
Dne 14. července 2018 jej Svatý synod ustanovil dočasným správcem Patriarchálních farností v Kanadě a 15. října dočasným správcem Patriarchálních farností v USA.